# داگلاس دلفین
داگلاس دلفین (به انگلیسی: Douglas Dolphin) یک هواپیمای ساختِ کارخانهٔ شرکت هواپیماسازی داگلاس در کشور ایالات متحده آمریکا است. نخستین استفاده‌کنندهٔ این هواپیما نیروی دریایی ایالات متحده آمریکا بوده‌است. این هواپیما برای نخستین بار در ۱۹۳۰ میلادی مورد استفاده قرار گرفت.